# ナイオン・タッカー
ナイオン・ロバート・タッカー・シニア (Nion Robert Tucker, Sr. 、1885年8月21日 - 1950年4月22日) は1920年代終わりに活躍したアメリカのボブスレー選手。1928年のサンモリッツオリンピックの男子5人乗りで金メダルを獲得した。カリフォルニア州サクラメント生まれ。カリフォルニア州サンフランシスコで死去。